# Sotiris Delis
Sotiris Delis, född 7 februari 1955 i Grekland, är en svensk politiker (moderat), som var ordinarie riksdagsledamot 2014–2018, invald för Jönköpings läns valkrets.
I riksdagen var han suppleant i miljö- och jordbruksutskottet och utrikesutskottet.